# Ljus efter mörker, frid efter strid
Ljus efter mörker, frid efter strid är en psalmtext som tillkommit vid skilda tillfällen. Den nyöversattes 1893 till svenska av Erik Nyström från Frances Ridley Havergals engelska originaltext 1877. Det engelska originalet Light after darkness, gain after loss publicerades första gången 1879 i Ira D. Sankeys häften Sankey's Sacred Songes.  Men år 1877 hade den publicerats i Sanningsvittnet första gången. Nyström reviderade sin översättning inför en nyutgivning av Missionsförbundets Sångbok 1890, då han inte fick använda sina tidigare översättningar av Sankeys sånger. Emil Gustafson satte i Hjärtesånger bibelcitatet Efter jämmer och gråt begåfvar han oss rikligen Tob. 3:22.
I psalmboken Lova Herren 1988 har psalmen tio verser, där verserna 1-3 uppges vara av Frances Ridley Havergal. Verserna 4-10 däremot uppges vara av Anders Nilsson år 1879. Helgelseförbundets predikant Emil Gustafson publicerade sex av verserna i sin psalmbok Hjärtesånger 1895. Han noterade endast signaturen + som författare och publicerade nästan ordagrant verserna 1-2, vers 3 delvis omarbetad i de bägge sista stroferna. Sjätte versen motsvarar i hög grad vers tio av Anders Nilsson i Lova Herren . De övriga verserna, 4 och 5 i Hjärtesånger samt 4-9 i Lova Herren, skiljer sig kraftigt från varandra utom till det betydelsebärande innehållet. Vem som gjort textbearbetningen till Hjärtesånger framgår inte. Enligt Emil Gustafsons sätt att hantera texter av Frances R. Havergal så uppges bara signaturen +. I några fall uppgav han endast att det var Från engelskan. 
Verserna är fyrradiga.
Melodin är av okänt ursprung och publicerades i Ira D. Sankeys Sacred Songs and Solos 1881.

## Publicerad i
- Svenska Missionsförbundets sångbok nummer 342, 1890.
- Hjärtesånger som nummer 158 under rubriken "Hemlandssånger", 1895. Av signaturen +  i översättningar av Lina Sandell.
- Andliga sånger samlade och utgivna av A. Nilsson 4:e upplagan 1923, Bibeltrogna vänners förlag 1923, som nummer 13. 10 verser med titeln "Härefter".
- Kyrklig sång 1928 nr 267. Havergal anges som författare, men översättarens namn anges inte.
- Sions Sånger 1951 nr 119.
- Sions Sånger 1981 som nummer 146 under rubriken "Kristlig vandel", år 1981.
- Lova Herren 1988 som nr 511 under rubriken "Guds barns tröst i kamp och prövning".